# Nsenga (peuple)
Pour les articles homonymes, voir Nsenga.

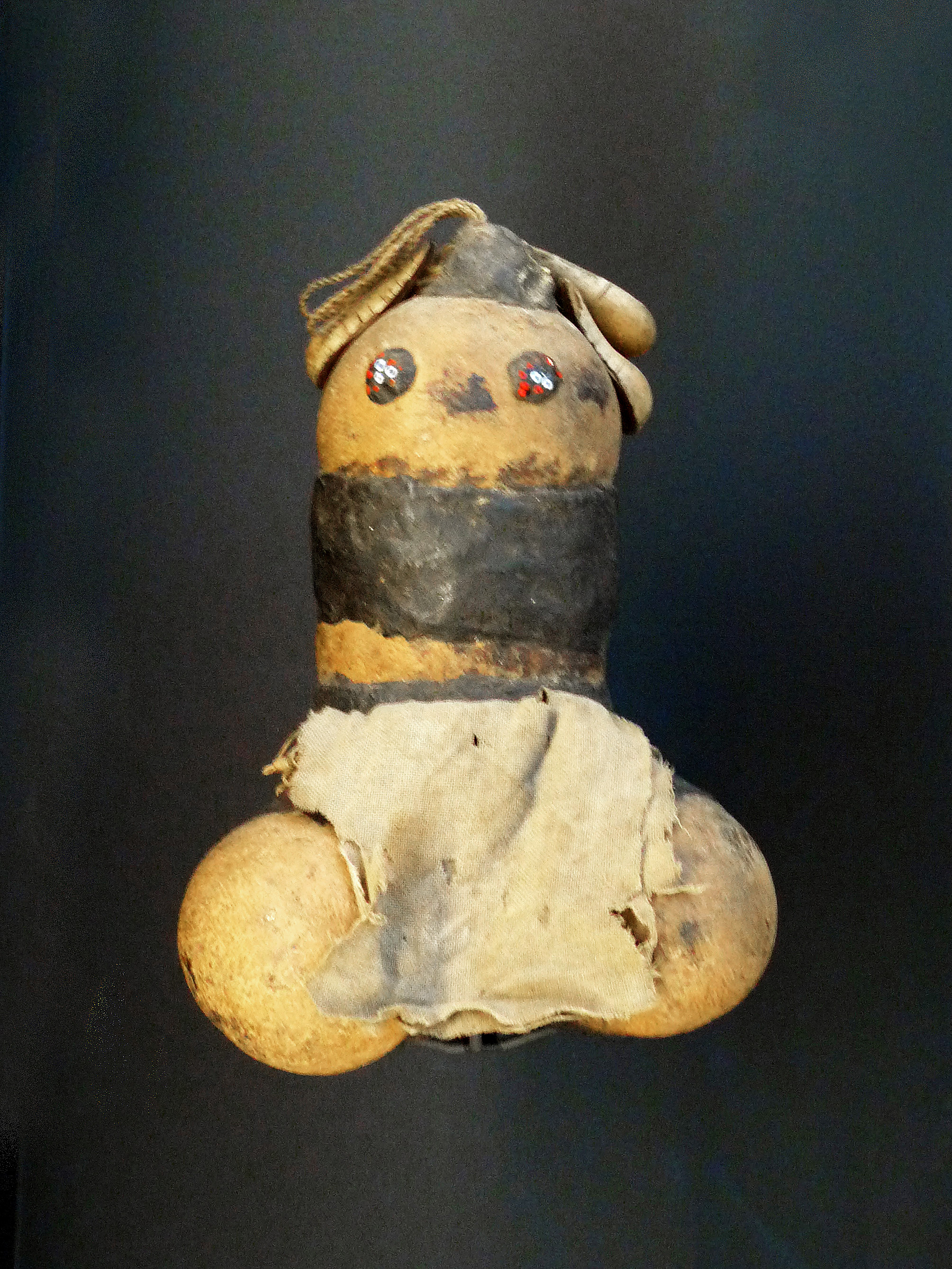
Poupée moina de la province de Sofala (Musée du quai Branly)

Les Nsenga sont une population bantoue d'Afrique australe, vivant en Zambie – principalement dans la vallée de la Luangwa – et au Mozambique, également au Zimbabwe.

## Ethnonymie
Selon les sources, on observe également la variante Senga.

## Langue
Ils parlent le nsenga, une langue bantoue.

## Population
Selon SIL International, le nombre total de locuteurs du nsenga est de 752 100, dont 544 000 en Zambie (2006), 192 000 au Mozambique (2006) et 16 100 au Zimbabwe (recensement de 1969). D'autres sources évaluent la population globale à 290 000 personnes.